# Mari Holden
Mari Kim Holden (Milwaukee, 30 maart 1971) is een voormalig professioneel wielrenster uit de Verenigde Staten. Ze vertegenwoordigde haar vaderland bij de Olympische Spelen in 2000 in Sydney. Daar won Holden de zilveren medaille op het onderdeel individuele tijdrit op de weg, achter Leontien Zijlaard-Van Moorsel. Haar grootste triomf was het winnen van de wereldtitel op de individuele wegtijdrit in 2000 (Plouay).

## Erelijst
1995
- 1e in  Amerikaans kampioenschap, individuele tijdrit, Elite
- 3e in Eindklassement Women's Challenge

1996
- 1e in  Amerikaans kampioenschap, individuele tijdrit, Elite

1997
- 2e in Amerikaans kampioenschap, wegwedstrijd, Elite
- 3e in Bad Schussenried

1998
- 1e in  Amerikaans kampioenschap, individuele tijdrit, Elite
- 2e in Eberdingen-Hochdorf

1999
- 1e in  Amerikaans kampioenschap, individuele tijdrit, Elite
- 1e in  Amerikaans kampioenschap, wegwedstrijd, Elite
- 3e in 2e etappe Women's Challenge
- 1e in 3e etappe Women's Challenge
- 2e in 4e etappe Women's Challenge
- 2e in 8e etappe Women's Challenge
- 2e in Eindklassement Women's Challenge

2000
- 1e in  Amerikaans kampioenschap, individuele tijdrit, Elite
- 2e in 5e etappe Women's Challenge
- 2e in 1e etappe Tour of the Gila
- 2e in 3e etappe Tour of the Gila
- 2e in 5e etappe Tour of the Gila
- 1e in Eindklassement Tour of the Gila
- 2e in  Olympische Spelen, individuele tijdrit, Elite
- 1e in Wereldkampioenschappen, individuele tijdrit, Elite

2001
- 2e in Amerikaans kampioenschap, individuele tijdrit, Elite
- 2e in Proloog Giro d'Italia Donne

2002
- 3e in 2e etappe Redlands Bicycle Classic

2003
- 3e in Proloog Giro d'Italia Donne
- 2e in 2e etappe McLane Pacific Classic

2004
- 1e in 1e etappe Valley of the Sun Stage Race
- 2e in 1e etappe Tour of the Gila
- 1e in 4e etappe Tour of the Gila

2005
- 3e in 1e etappe Valley of the Sun Stage Race

2006
- 3e in Proloog Vuelta de Bisbee
- 1e in 1e etappe Vuelta de Bisbee
- 2e in 2e etappe Vuelta de Bisbee
- 3e in Eindklassement Vuelta de Bisbee

## Ploegen
- 1999 —  Acca Due O (Italië)
- 2000 —  Timex Womens Professional Cycling Team (Verenigde Staten)
- 2001 —  Alfa Lum (San Marino)
- 2002 —  Cannondale (Verenigde Staten)
- 2003 —  Team T-Mobile (Verenigde Staten)
- 2004 —  T-Mobile Professional Cycling Team (Verenigde Staten)
- 2005 —  T-Mobile Professional Cycling Team (Verenigde Staten)
- 2006 —  T-Mobile Professional Cycling (Verenigde Staten)